# Grewia brideliifolia
Grewia brideliifolia är en malvaväxtart som beskrevs av Henri Ernest Baillon. Grewia brideliifolia ingår i släktet Grewia och familjen malvaväxter. Inga underarter finns listade i Catalogue of Life.